# Mike Livingston
Michael Kent "Mike" Livingston (ur. 21 września 1948 w Denver) – amerykański wioślarz, srebrny medalista olimpijski.

## Kariera
Wystąpił na igrzyskach olimpijskich w Monachium w 1971, gdzie osada USA w składzie: Lawrence Terry, Franklin Hobbs, Pete Raymond, Tim Mickelson, Gene Clapp, Bill Hobbs, Cleve Livingston, Mike Livingston i Paul Hoffman (sternik) zdobyła srebrny medal w tej samej konkurencji. W finale uplasowali się o 2,67 sekundy za osadą Nowej Zelandii, a o 0,06 sekundy wyprzedzili osadę NRD. Był to jego jedyny start olimpijski.
Kształcił się na Uniwersytecie Harvarda uzyskując dyplom z prawa. Następnie pracował dla American Civil Liberties Union. Był także trenerem wioślarstwa.
Partner z ósemki na IO 1972, Cleve Livingston, jest jego starszym bratem.